# Rudolf Furmanow
Rudolf Dawydowicz Furmanow (ros. Рудольф Давыдович Фурманов; ur. 22 października 1938 w Leningradzie, zm. 9 kwietnia 2021) – radziecki i rosyjski aktor i producent teatralny; Zasłużony Działacz Sztuk Federacji Rosyjskiej (1998); Ludowy Artysta Federacji Rosyjskiej (2008).
W 1959 ukończył technikum gazownictwa, następnie zaocznie politechnikę. W latach 1962–1964 studiował na wydziale teatralnym Leningradzkiego Instytutu Teatralnego im. A.N. Ostrowskiego.
Od 1958 do 1988 był autorem i dyrektorem programów koncertowych wybitnych postaci teatru i kina: Nikołaja Simonowa, Arkadija Rajkina, Gieorgija Towstonogowa, Andrieja Mironowa, Jewgienija Leonowa, Innokientija Smoktunowskiego. Był stałym partnerem estradowym Anatolija Papanowa i Andrieja Mironowa.
W 1988 roku założył i prowadził w Petersburgu pierwszy w Rosji teatr repertuaru kontraktowego „Russkaja antrepriza” im. A. Mironowa.
Autor książek, m.in. „Z życia szalonego przedsiębiorcy” (ros. «Из жизни сумасшедшего антрепренёра», 1998), „Życie i incydenty Rudolfa Iwanowa. Pamiętniki” (ros. „Жизнь и происшествия Рудольфа Иванова. Дневники”, 2008). W latach 1999–2001 był autorem 30 programów telewizyjnych „Mam jeszcze adresy” w telewizji Petersburg.
Mąż aktorki teatralnej i filmowej Tatjany Kuzniecowej.